# سوكال
سوكال هي مدينة من مدن أوكرانيا. يبلغ عدد سكانها 21386 نسمة وذلك حسب إحصائيات سنة 2013.